# Дикий рис звичайний
Дикий рис звичайний, леєрсія рисовидна (Leersia oryzoides) — вид рослин родини тонконогові.

## Назва
В англійській мові рослину називають ріжуча трава (англ. cut-grass) через її гострі краї листків, що можуть порізати тіло людини. Проходити через зарості леєрії складно, оскільки листя чіпляється за одяг.

## Будова
Багаторічний злак 50–150 см заввишки, що має розгалужене кореневище. Листки мають гострі краї, всіяні зубцями.

## Поширення та середовище існування
Вид зростає у Північній Америці та Євразії.
Поширена на Поліссі, у Лісостепу і рідше у Степу України. Росте на болотах та берегах річок, де зазвичай утворює суцільні зарості.

## Практичне використання
У їжу використовують зерно, з якого роблять борошно чи крупу досить високої якості. Крупа придатна для приготування каш, юшок та начиння для пирогів.

## Галерея

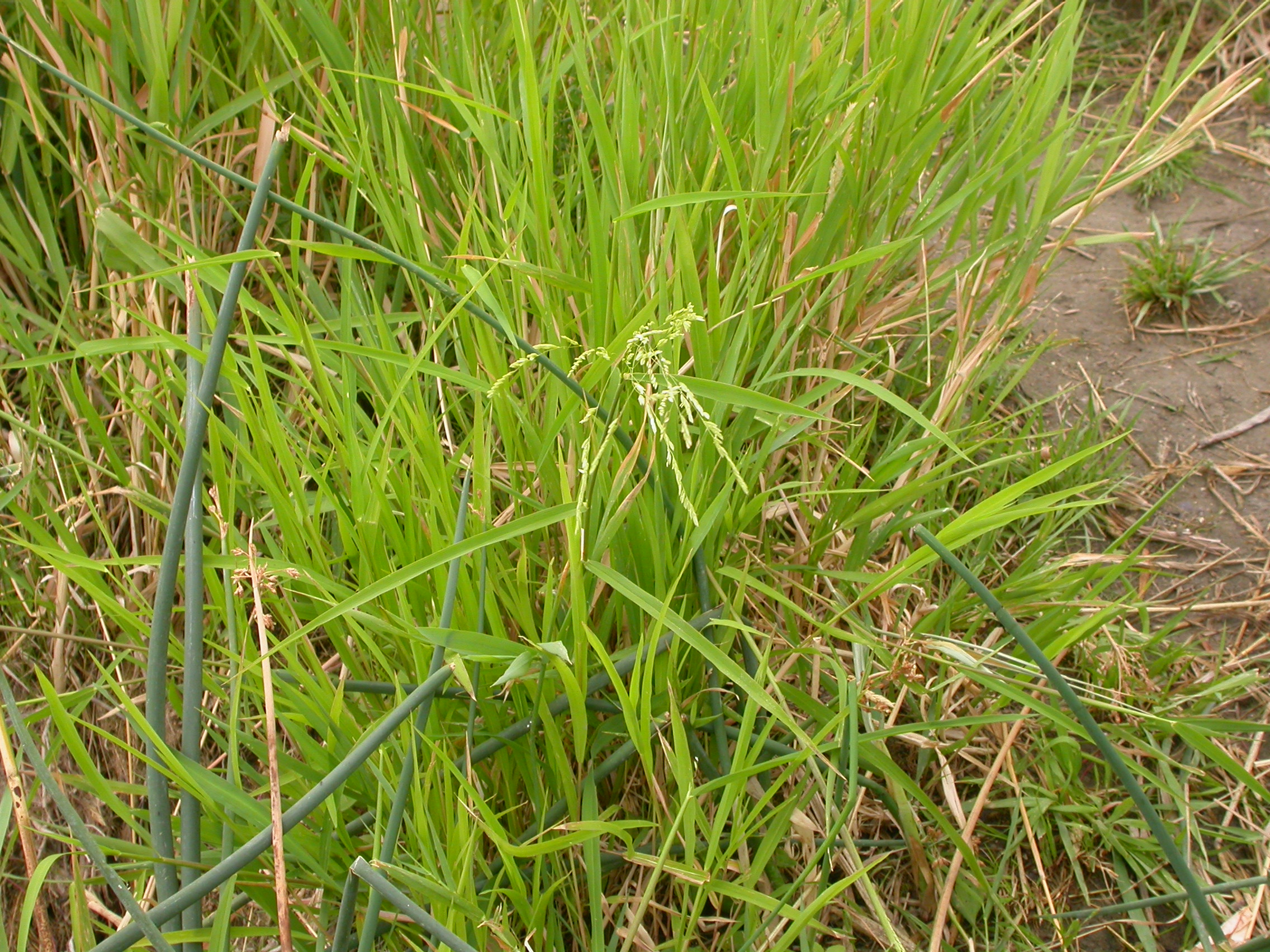
Зарості
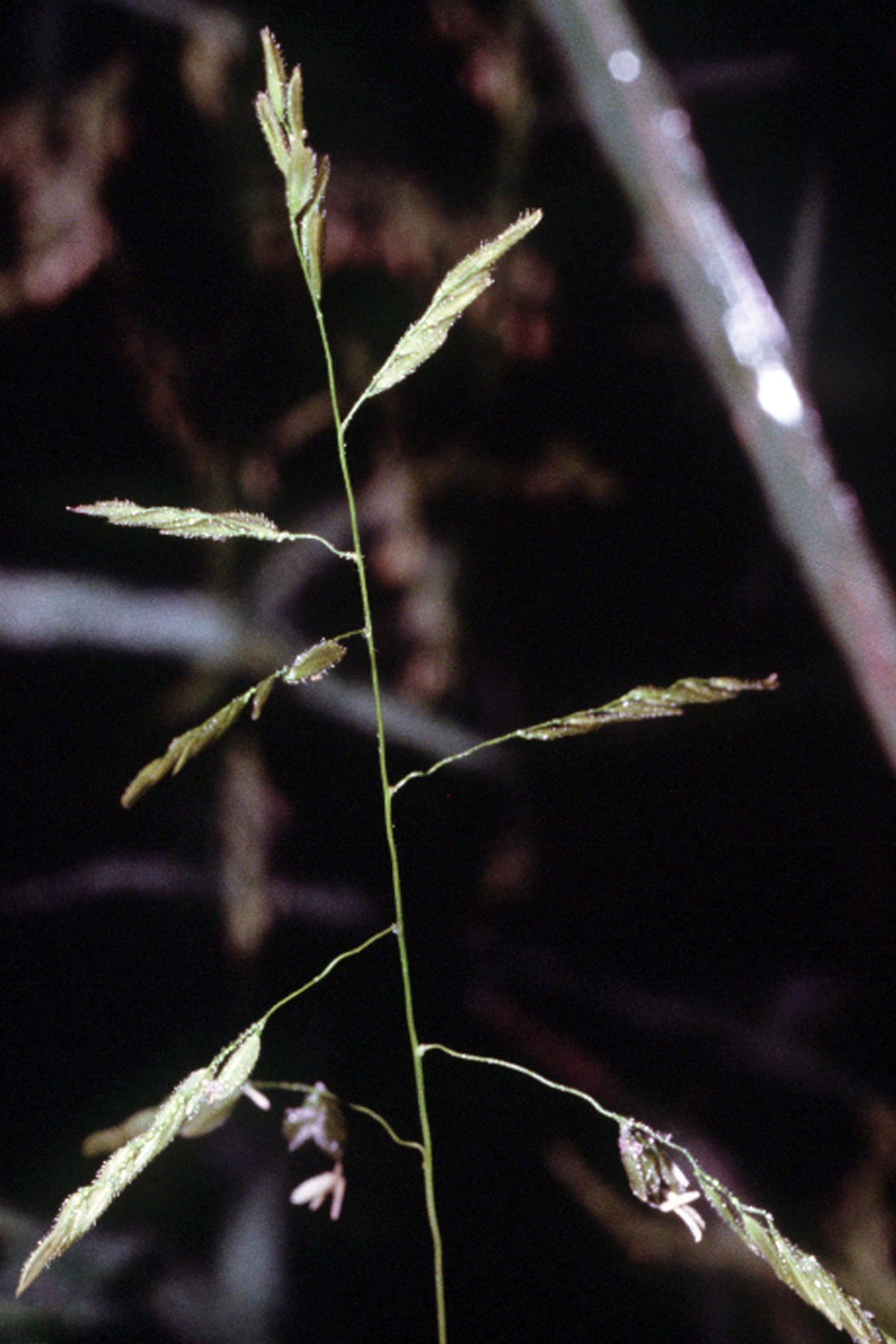
Суцвіття
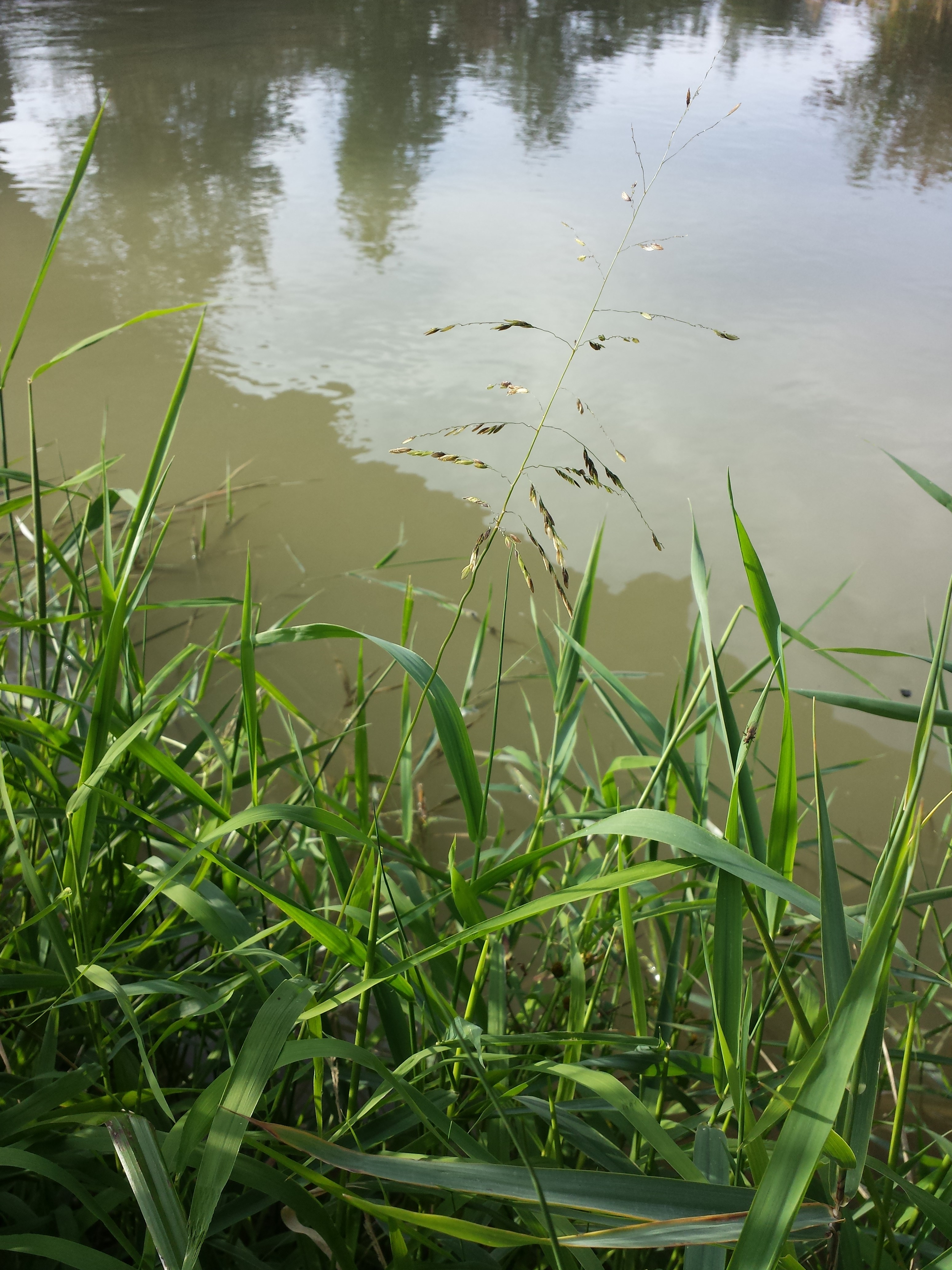
Рослина на березі